# 1. Fußball-Club Nürnberg Verein für Leibesübungen 2020-2021
Questa voce raccoglie le informazioni riguardanti il 1. Fußball-Club Nürnberg Verein für Leibesübungen nelle competizioni ufficiali della stagione 2020-2021.

## Stagione
Nella stagione 2020-2021 il Norimberga, allenato da Robert Klauß, concluse il campionato di 2. Bundesliga all'11º posto. In Coppa di Germania il Norimberga fu eliminato al primo turno dal RB Lipsia.

## Rosa
| N. |                      | Ruolo | Calciatore        |
| -- | -------------------- | ----- | ----------------- |
| 1  | Germania (bandiera)  | P     | Patric Klandt     |
| 4  | Danimarca (bandiera) | D     | Asger Sørensen    |
| 5  | Germania (bandiera)  | C     | Johannes Geis     |
| 6  | Germania (bandiera)  | D     | Tim Handwerker    |
| 7  | Germania (bandiera)  | A     | Felix Lohkemper   |
| 9  | Germania (bandiera)  | A     | Manuel Schäffler  |
| 10 | Austria (bandiera)   | A     | Nikola Dovedan    |
| 13 | Germania (bandiera)  | D     | Pius Krätschmer   |
| 14 | Germania (bandiera)  | C     | Tom Krauß         |
| 15 | Germania (bandiera)  | C     | Fabian Nürnberger |
| 17 | Germania (bandiera)  | A     | Robin Hack        |
| 18 | Germania (bandiera)  | C     | Hanno Behrens     |
| 19 | Germania (bandiera)  | A     | Dennis Borkowski  |
| 20 | Germania (bandiera)  | A     | Pascal Köpke      |
| 21 | Germania (bandiera)  | D     | Kevin Goden       |

| N. |                     | Ruolo | Calciatore          |
| -- | ------------------- | ----- | ------------------- |
| 22 | Germania (bandiera) | D     | Enrico Valentini    |
| 23 | Germania (bandiera) | A     | Fabian Schleusener  |
| 24 | Norvegia (bandiera) | C     | Mats Møller Dæhli   |
| 25 | Germania (bandiera) | D     | Oliver Sorg         |
| 26 | Germania (bandiera) | P     | Christian Mathenia  |
| 27 | Germania (bandiera) | A     | Paul-Philipp Besong |
| 28 | Germania (bandiera) | D     | Lukas Mühl          |
| 29 | Germania (bandiera) | P     | Christian Früchtl   |
| 30 | Austria (bandiera)  | P     | Andreas Lukse       |
| 33 | Austria (bandiera)  | D     | Georg Margreitter   |
| 35 | Germania (bandiera) | D     | Noel Knothe         |
| 40 | Germania (bandiera) | C     | Linus Rosenlöcher   |
| 41 | Croazia (bandiera)  | D     | Mario Šuver         |
| 43 | Germania (bandiera) | C     | Tim Latteier        |
| 44 | Germania (bandiera) | A     | Erik Shuranov       |

## Organigramma societario
Area tecnica
- Allenatore: Robert Klauß
- Allenatore in seconda: Tobias Schweinsteiger, Frank Steinmetz
- Preparatore dei portieri: Dennis Neudahm
- Preparatori atletici: Tobias Dippert, James Morgan, Gerald Stürzenhofecker

## Calciomercato

### Sessione estiva
| Acquisti | Acquisti          | Acquisti               | Acquisti |
| R.       | Nome              | da                     | Modalità |
| -------- | ----------------- | ---------------------- | -------- |
| D        | Pius Krätschmer   | Schweinfurt 05         |          |
| A        | Pascal Köpke      | Hertha Berlino         |          |
| A        | Manuel Schäffler  | Wehen Wiesbaden        |          |
| P        | Christian Früchtl | Bayern Monaco          |          |
| C        | Sarpreet Singh    | Bayern Monaco          |          |
| C        | Tom Krauß         | RB Lipsia              |          |
| D        | Kevin Goden       | Eintracht Braunschweig |          |
| C        | Simon Rhein       | Kickers Würzburg       |          |
| A        | Törles Knöll      | Wehen Wiesbaden        |          |
| C        | Ondřej Petrák     | Dinamo Dresda          |          |

| Cessioni | Cessioni                | Cessioni               | Cessioni |
| R.       | Nome                    | a                      | Modalità |
| -------- | ----------------------- | ---------------------- | -------- |
| C        | Lukas Schleimer         | Saarbrücken            |          |
| C        | Adam Gnezda Čerin       | Rijeka                 |          |
| P        | Felix Dornebusch        | Eintracht Braunschweig |          |
| C        | Sebastian Kerk          | Osnabrück              |          |
| A        | Törles Knöll            | Slaven Belupo          |          |
| C        | Patrick Erras           | Werder Brema           |          |
| C        | Ondřej Petrák           | Slovan Bratislava      |          |
| D        | Kōnstantinos Mavropanos | Stoccarda              |          |
| A        | Mikael Ishak            | Lech Poznań            |          |
| A        | Michael Frey            | Fenerbahçe             |          |
| D        | Philip Heise            | Norwich City           |          |

### Sessione invernale
| Acquisti | Acquisti          | Acquisti  | Acquisti |
| R.       | Nome              | da        | Modalità |
| -------- | ----------------- | --------- | -------- |
| A        | Dennis Borkowski  | RB Lipsia |          |
| C        | Mats Møller Dæhli | Genk      |          |

| Cessioni | Cessioni        | Cessioni         | Cessioni |
| R.       | Nome            | a                | Modalità |
| -------- | --------------- | ---------------- | -------- |
| A        | Adam Zreľák     | Warta Poznań     |          |
| C        | Sarpreet Singh  | Bayern Monaco II |          |
| D        | Ekin Çelebi     | Nitra            |          |
| A        | Virgil Misidjan | PEC Zwolle       |          |
| C        | Simon Rhein     | Hansa Rostock    |          |

## Risultati

### 2. Bundesliga

#### Girone di andata
| Arbitro: | Jöllenbeck |

|                       |           |                |
| Besuschkow 58’ (rig.) | Marcatori | 43’ Handwerker |

| Arbitro: | Reichel |

|          |           |  |
| Mühl 77’ | Marcatori |  |

| Arbitro: | Storks |

|                       |           |                                |
| Hack 3’ Lohkemper 61’ | Marcatori | 55’ Dursun 76’ Mehlem 90’ Rapp |

| Arbitro: | Heft |

|                                |           |                              |
| Zalazar 28’ (rig.) Buballa 78’ | Marcatori | 8’ Schäffler 49’ (rig.) Geis |

| Arbitro: | Osmers |

|               |           |              |
| Lohkemper 15’ | Marcatori | 53’ Wanitzek |

| Arbitro: | Waschitzki-Günther |

|                                                |           |                |
| Wiebe 21’ Kobylański 52’ Proschwitz 90’ (rig.) | Marcatori | 31’, 42’ Köpke |

| Arbitro: | Schröder |

|                      |           |             |
| Schäffler 15’ (rig.) | Marcatori | 30’ Karaman |

| Arbitro: | Zwayer |

|                 |           |                                                 |
| Kerk 90’ (rig.) | Marcatori | 25’, 71’ Schäffler 29’ Nürnberger 43’ Lohkemper |

| Arbitro: | Brych |

|                          |           |                            |
| Schäffler 8’ Dovedan 78’ | Marcatori | 3’, 36’ Nielsen 47’ Hrgota |

| Arbitro: | Hartmann |

|  |           |                       |
|  | Marcatori | 8’ Hack 49’ Lohkemper |

| Arbitro: | Schlager |

|                            |           |             |
| Schäffler 36’ Sørensen 90’ | Marcatori | 56’ Baumann |

| Arbitro: | Siewer |

|             |           |  |
| Bartels 80’ | Marcatori |  |

| Arbitro: | Heft |

|          |           |  |
| Hack 36’ | Marcatori |  |

| Arbitro: | Bacher |

|                         |           |  |
| Thomalla 45’ Mainka 76’ | Marcatori |  |

| Arbitro: | Brych |

|                |           |             |
| Nürnberger 14’ | Marcatori | 33’ Terodde |

| Arbitro: | Winkmann |

|                          |           |               |
| Žulj 31’ Tesche 73’, 83’ | Marcatori | 29’ Schäffler |

| Arbitro: | Lechner |

|                        |           |                                                                     |
| Schäffler 35’ Geis 89’ | Marcatori | 20’ (rig.) Ducksch 24’ Hübers 58’ Haraguchi 72’ Muslija 86’ Twumasi |

#### Girone di ritorno
| Arbitro: | Waschitzki-Günther |

|  |           |            |
|  | Marcatori | 88’ Albers |

| Arbitro: | Jöllenbeck |

|                            |           |  |
| Röseler 43’ Keita-Ruel 90’ | Marcatori |  |

| Arbitro: | Thomsen |

|                    |           |                                 |
| Holland 90’ (rig.) | Marcatori | 76’ Schleusener 90’ (aut.) Rapp |

| Arbitro: | Sather |

|               |           |                                     |
| Borkowski 77’ | Marcatori | 45’ Burgstaller 65’ (rig.) Marmoush |

| Arbitro: | Dankert |

|  |           |           |
|  | Marcatori | 90’ Dæhli |

| Norimberga 28 febbraio 2021, ore 13:30 CET 23ª giornata | Norimberga | 0 – 0 referto | Eintracht Braunschweig | Max-Morlock-Stadion (0 spett.)\| Arbitro: \| Fritz \| |
| Arbitro:                                                | Fritz      |               |                        |                                                       |

| Arbitro: | Petersen |

|                                           |           |               |
| Hoffmann 48’ Sobottka 77’ Sorg 90’ (aut.) | Marcatori | 62’ Borkowski |

| Arbitro: | Waschitzki-Günther |

|               |           |            |
| Schäffler 61’ | Marcatori | 73’ Heider |

| Arbitro: | Zwayer |

|                       |           |                            |
| Nielsen 8’ Abiama 90’ | Marcatori | 57’ Valentini 76’ Shuranov |

| Arbitro: | Sather |

|                         |           |                 |
| Schäffler 37’ Krauß 75’ | Marcatori | 44’ Antwi-Adjei |

| Arbitro: | Reichel |

|           |           |             |
| Dietz 78’ | Marcatori | 5’ Shuranov |

| Arbitro: | Storks |

|               |           |           |
| Borkowski 31’ | Marcatori | 67’ Serra |

| Arbitro: | Gräfe |

|  |           |          |
|  | Marcatori | 85’ Hack |

| Arbitro: | Stegemann |

|                                  |           |                        |
| Geis 2’ Nürnberger 26’ Krauß 54’ | Marcatori | 19’ (rig.) Kleindienst |

| Arbitro: | Zwayer |

|                                                          |           |                              |
| Meißner 30’ Jatta 37’ Terodde 45’, 80’ (rig.) Kittel 76’ | Marcatori | 41’ Shuranov 89’ Rosenlöcher |

| Arbitro: | Schmidt |

|                 |           |          |
| Margreitter 38’ | Marcatori | 76’ Žulj |

| Arbitro: | Siewer |

|             |           |                  |
| Ducksch 36’ | Marcatori | 6’, 74’ Shuranov |

### Coppa di Germania
| Arbitro: | Fritz |

|  |           |                                  |
|  | Marcatori | 3’ Haïdara 67’ Poulsen 90’ Hwang |

## Statistiche

### Statistiche di squadra
| Competizione      | Punti | In casa | In casa | In casa | In casa | In casa | In casa | In trasferta | In trasferta | In trasferta | In trasferta | In trasferta | In trasferta | Totale | Totale | Totale | Totale | Totale | Totale | DR |
| Competizione      | Punti | G       | V       | N       | P       | Gf      | Gs      | G            | V            | N            | P            | Gf           | Gs           | G      | V      | N      | P      | Gf     | Gs     | DR |
| ----------------- | ----- | ------- | ------- | ------- | ------- | ------- | ------- | ------------ | ------------ | ------------ | ------------ | ------------ | ------------ | ------ | ------ | ------ | ------ | ------ | ------ | -- |
| 2. Bundesliga     | 44    | 17      | 5       | 7       | 5       | 22      | 23      | 17           | 6            | 4            | 7            | 24           | 28           | 34     | 11     | 11     | 12     | 46     | 51     | -5 |
| Coppa di Germania | -     | 1       | 0       | 0       | 1       | 0       | 3       | 0            | 0            | 0            | 0            | 0            | 0            | 1      | 0      | 0      | 1      | 0      | 3      | -3 |
| Totale            | 44    | 18      | 5       | 7       | 6       | 22      | 26      | 17           | 6            | 4            | 7            | 24           | 28           | 35     | 11     | 11     | 13     | 46     | 54     | -8 |

### Andamento in campionato
| Giornata  | 1 | 2 | 3  | 4 | 5  | 6  | 7  | 8  | 9  | 10 | 11 | 12 | 13 | 14 | 15 | 16 | 17 | 18 | 19 | 20 | 21 | 22 | 23 | 24 | 25 | 26 | 27 | 28 | 29 | 30 | 31 | 32 | 33 | 34 |
| --------- | - | - | -- | - | -- | -- | -- | -- | -- | -- | -- | -- | -- | -- | -- | -- | -- | -- | -- | -- | -- | -- | -- | -- | -- | -- | -- | -- | -- | -- | -- | -- | -- | -- |
| Luogo     | T | C | C  | T | C  | T  | C  | T  | C  | T  | C  | T  | C  | T  | C  | T  | C  | C  | T  | T  | C  | T  | C  | T  | C  | T  | C  | T  | C  | T  | C  | T  | C  | T  |
| Risultato | N | V | P  | N | N  | P  | N  | V  | P  | V  | V  | P  | V  | P  | N  | P  | P  | P  | P  | V  | P  | V  | N  | P  | N  | N  | V  | N  | N  | V  | V  | P  | N  | V  |
| Posizione | 9 | 6 | 10 | 9 | 12 | 15 | 16 | 10 | 13 | 12 | 8  | 9  | 7  | 11 | 12 | 12 | 12 | 14 | 14 | 12 | 14 | 12 | 13 | 14 | 14 | 14 | 14 | 14 | 13 | 13 | 12 | 12 | 12 | 11 |

Legenda:

Luogo: C = Casa; T = Trasferta. Risultato: V = Vittoria; N = Pareggio; P = Sconfitta.

### Statistiche dei giocatori
| Giocatore      | 2. Bundesliga | 2. Bundesliga | 2. Bundesliga | 2. Bundesliga | Coppa di Germania | Coppa di Germania | Coppa di Germania | Coppa di Germania | Totale   | Totale | Totale      | Totale     |
| Giocatore      | Presenze      | Reti          | Ammonizioni   | Espulsioni    | Presenze          | Reti              | Ammonizioni       | Espulsioni        | Presenze | Reti   | Ammonizioni | Espulsioni |
| -------------- | ------------- | ------------- | ------------- | ------------- | ----------------- | ----------------- | ----------------- | ----------------- | -------- | ------ | ----------- | ---------- |
| H. Behrens     | 20            | 0             | 0             | 0             | 1                 | 0                 | 0                 | 0                 | 21       | 0      | 0           | 0          |
| P. Besong      | 0             | 0             | 0             | 0             | 0                 | 0                 | 0                 | 0                 | 0        | 0      | 0           | 0          |
| D. Borkowski   | 13            | 3             | 2             | 0             | 0                 | 0                 | 0                 | 0                 | 13       | 3      | 2           | 0          |
| N. Dovedan     | 31            | 1             | 4             | 0             | 1                 | 0                 | 0                 | 0                 | 32       | 1      | 4           | 0          |
| M. Dæhli       | 14            | 1             | 0             | 0             | 0                 | 0                 | 0                 | 0                 | 14       | 1      | 0           | 0          |
| C. Früchtl     | 0             | 0             | 0             | 0             | 0                 | 0                 | 0                 | 0                 | 0        | 0      | 0           | 0          |
| J. Geis        | 34            | 3             | 4             | 0             | 1                 | 0                 | 1                 | 0                 | 35       | 3      | 5           | 0          |
| K. Goden       | 0             | 0             | 0             | 0             | 0                 | 0                 | 0                 | 0                 | 0        | 0      | 0           | 0          |
| R. Hack        | 23            | 4             | 3             | 0             | 1                 | 0                 | 0                 | 0                 | 24       | 4      | 3           | 0          |
| T. Handwerker  | 34            | 1             | 3             | 0             | 1                 | 0                 | 0                 | 0                 | 35       | 1      | 3           | 0          |
| P. Klandt      | 0             | 0             | 0             | 0             | 0                 | 0                 | 0                 | 0                 | 0        | 0      | 0           | 0          |
| N. Knothe      | 5             | 0             | 0             | 0             | 0                 | 0                 | 0                 | 0                 | 5        | 0      | 0           | 0          |
| T. Krauß       | 31            | 2             | 9             | 0             | 1                 | 0                 | 0                 | 0                 | 32       | 2      | 9           | 0          |
| P. Krätschmer  | 3             | 0             | 0             | 0             | 0                 | 0                 | 0                 | 0                 | 3        | 0      | 0           | 0          |
| P. Köpke       | 7             | 2             | 1             | 0             | 1                 | 0                 | 0                 | 0                 | 8        | 2      | 1           | 0          |
| T. Latteier    | 9             | 0             | 1             | 0             | 0                 | 0                 | 0                 | 0                 | 9        | 0      | 1           | 0          |
| F. Lohkemper   | 11            | 4             | 3             | 0             | 1                 | 0                 | 0                 | 0                 | 12       | 4      | 3           | 0          |
| A. Lukse       | 0             | 0             | 0             | 0             | 0                 | 0                 | 0                 | 0                 | 0        | 0      | 0           | 0          |
| G. Margreitter | 18            | 1             | 0             | 0             | 0                 | 0                 | 0                 | 0                 | 18       | 1      | 0           | 0          |
| C. Mathenia    | 34            | 0             | 2             | 0             | 1                 | 0                 | 0                 | 0                 | 35       | 0      | 2           | 0          |
| V. Misidjan    | 3             | 0             | 0             | 0             | 0                 | 0                 | 0                 | 0                 | 3        | 0      | 0           | 0          |
| L. Mühl        | 30            | 1             | 4             | 0             | 1                 | 0                 | 0                 | 0                 | 31       | 1      | 4           | 0          |
| F. Nürnberger  | 29            | 3             | 7             | 0             | 1                 | 0                 | 0                 | 0                 | 30       | 3      | 7           | 0          |
| S. Rhein       | 2             | 0             | 0             | 0             | 0                 | 0                 | 0                 | 0                 | 2        | 0      | 0           | 0          |
| L. Rosenlöcher | 5             | 1             | 0             | 0             | 0                 | 0                 | 0                 | 0                 | 5        | 1      | 0           | 0          |
| F. Schleusener | 27            | 1             | 1             | 0             | 1                 | 0                 | 0                 | 0                 | 28       | 1      | 1           | 0          |
| M. Schäffler   | 24            | 10            | 3             | 0             | 0                 | 0                 | 0                 | 0                 | 24       | 10     | 3           | 0          |
| E. Shuranov    | 14            | 5             | 1             | 0             | 0                 | 0                 | 0                 | 0                 | 14       | 5      | 1           | 0          |
| S. Singh       | 11            | 0             | 0             | 0             | 1                 | 0                 | 0                 | 0                 | 12       | 0      | 0           | 0          |
| O. Sorg        | 8             | 0             | 0             | 1             | 0                 | 0                 | 0                 | 0                 | 8        | 0      | 0           | 1          |
| A. Sørensen    | 31            | 1             | 5             | 0             | 1                 | 0                 | 0                 | 0                 | 32       | 1      | 5           | 0          |
| E. Valentini   | 30            | 1             | 8             | 0             | 1                 | 0                 | 1                 | 0                 | 31       | 1      | 9           | 0          |
| A. Zreľák      | 5             | 0             | 0             | 0             | 0                 | 0                 | 0                 | 0                 | 5        | 0      | 0           | 0          |
| E. Çelebi      | 0             | 0             | 0             | 0             | 0                 | 0                 | 0                 | 0                 | 0        | 0      | 0           | 0          |
| M. Šuver       | 1             | 0             | 0             | 0             | 0                 | 0                 | 0                 | 0                 | 1        | 0      | 0           | 0          |